# Cosimo Ortesta
Cosimo Ortesta (Taranto, 13 novembre 1939 – Roma, 2 settembre 2019) è stato un poeta e traduttore italiano.

## Biografia
Ha esordito come poeta nel 1975 pubblicando su «Carte segrete» La passione della biografia, poi ripubblicato nei «Quaderni della Fenice» nel 1977. Ha proseguito con Il bagno degli occhi (Premio Viareggio opera prima 1980),
La nera costanza (1985, Premio Pozzale Luigi Russo 1986), Nel progetto di un freddo perenne (1989), Serraglio primaverile (1999) e La passione della biografia (2006), che ripubblica l’opera d’esordio assieme ad altre poesie edite e inedite. Con l’autoantologia Una piega meraviglia ha vinto il Premio Lorenzo Montano “Opere scelte” nel 1999. Ha tradotto tra gli altri Mallarmé, Rimbaud e Baudelaire. La traduzione di Per una tomba di Anatole di Mallarmé gli ha valso il Premio Mondello 1993.
Da critico si è occupato in particolare di Giacomo Lubrano, Dino Campana e Mario Luzi.

## Stile
Le sue poesie si richiamano alla tradizione lirica da Petrarca a Leopardi, ma non trascurano la metafora barocca: per questo hanno una pronuncia ardua e tesa, che cattura la realtà e la restituisce in forma di enigmi dolorosi, contemporaneamente chiari ed indecifrabili.
In una prima fase si rifà allo sperimentalismo di matrice parigina, in cui riprende il materialismo della cultura francese del Sessantotto, per poi maturare il proprio stile bilanciando manierismo oscuro (travestimento mitologico, sinestesie, ossimori) con i temi e motivi personali proposti (la memoria, la malattia, il corpo e la morte) all'interno di un quadro di lacerazione del vissuto e sofferenza psichica. Dalla raccolta Serraglio primaverile (1999) si apre anche al mondo esterno, pur se percepito negativamente, come costante minaccia.

## Opere

### Poesia
- La passione della biografia, in Aa. Vv., Quaderni della Fenice, n. 26, Parma, Guanda, 1977
- Il bagno degli occhi, Milano, Società di poesia, 1980
- La nera costanza, Palermo, Acquario-La nuova Guanda, 1985
- Nel progetto di un freddo perenne, Torino, Einaudi, 1989
- Serraglio primaverile, Roma, Empirìa, 1999
- Una piega meraviglia. Poesie scelte, Verona, Anterem, 1999
- La passione della biografia, Roma, Donzelli, 2006

Edizioni complete
- Tutte le poesie, a cura di Jacopo Galavotti, Giacomo Morbiato e Vito M. Bonito, Ancona, Argolibri, 2022

### Traduzioni
- Stéphane Mallarmé, Sonetti, Milano, Guanda, 1980
- Stéphane Mallarmé, Poesia e prosa, Milano, Guanda, 1982
- Stéphane Mallarmé, Erodiade, Milano, SE, 1985
- Charles Baudelaire, Lettere alla madre, Milano, SE, 1985
- Arthur Rimbaud, Illuminazioni, Milano, SE, 1986
- Arthur Rimbaud, Poesie, Parma, Guanda, 1986
- René Char, Le vicinanze di Van Gogh, Milano, SE, 1987
- Stéphane Mallarmé, Per una tomba di Anatole, Milano, SE, 1992
- Honoré de Balzac, La pelle di Zigrino, Milano, Garzanti, 1995
- Charles Baudelaire, I fiori del male, Firenze, Giunti, 1996
- Laurence Cossé, La sesta prova, Milano, Garzanti, 1997
- Arthur Rimbaud, Una stagione all’inferno, Milano, SE, 1999
- François Cheng, Le parole di Tianyi, Milano, Garzanti, 2000
- Pascal Bruckner, L’euforia perpetua, Milano, Garzanti, 2001
- Jean-Claude Carrière, Il circolo dei contastorie, Milano, Garzanti, 2001
- François-Bernard Michel, Il volto di Van Gogh. Il folle, l'artista, l'uomo, Milano, Garzanti, 2001

### Curatele
- Carlo Pariani, Vita non romanzata di Dino Campana, Milano, Guanda, 1978